# Alice Ripley

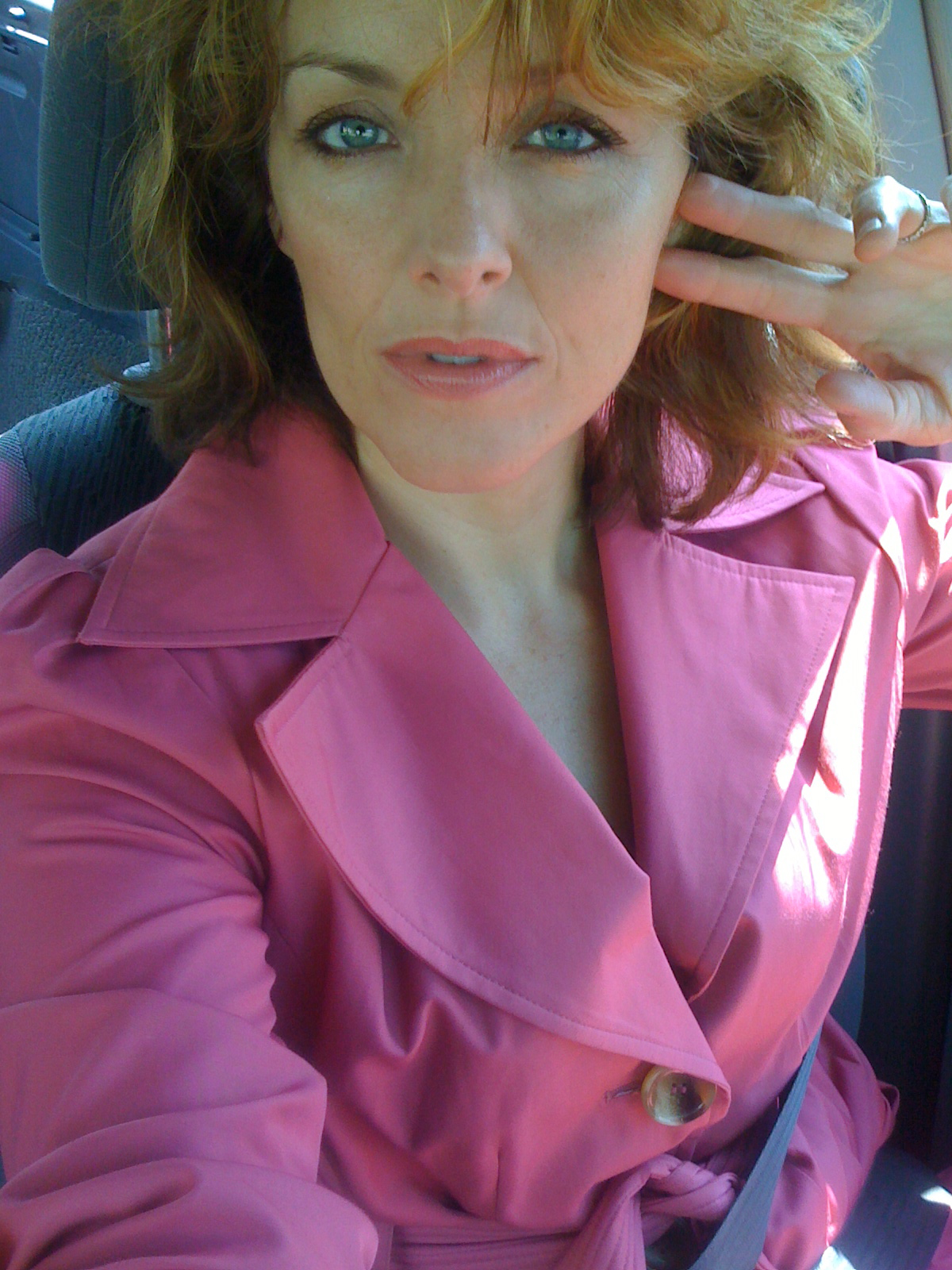
Alice Ripley

Alice Hathaway Ripley (California, 14 de dezembro de 1963) é uma atriz, cantora e compositora estadunidense vencedora do Tony.